# コンパクト一様収束
数学においてコンパクト一様収束あるいはコンパクト収束、あるいは広義一様収束 (compact convergence, uniform convergence on compact sets) とは、一様収束の概念を一般化した収束のタイプである。コンパクト開位相と関係する。詳細には値域が距離空間（あるいはより一般に一様空間）であれば、コンパクト開位相で収束する必要十分条件は、定義域の各コンパクト部分集合上で一様収束する事（これを広義一様収束あるいはコンパクト収束という）である。

## 定義
{\displaystyle (X,{\mathcal {T}})} を位相空間とし、{\displaystyle (Y,d_{Y})} を距離空間とする。関数列
{\displaystyle f_{n}\colon X\to Y}, {\displaystyle n\in \mathbb {N} ,}
が {\displaystyle n\to \infty } のとき関数 {\displaystyle f\colon X\to Y} にコンパクト収束するとは、すべてのコンパクト集合 {\displaystyle K\subseteq X} に対して {\displaystyle f_{n}|_{K}} が {\displaystyle n\to \infty } のとき {\displaystyle K} 上 {\displaystyle f|_{K}} に一様収束することをいう。これはすべてのコンパクトな {\displaystyle K\subseteq X} に対して
{\displaystyle \lim _{n\to \infty }\sup _{x\in K}d_{Y}\left(f_{n}(x),f(x)\right)=0}
が成り立つことを意味する。

## 例
- {\displaystyle X=(0,1)\subset \mathbb {R} } および {\displaystyle Y=\mathbb {R} }（通常の位相）とし、{\displaystyle f_{n}(x):=x^{n}} とすれば、{\displaystyle f_{n}} は定数関数 0 にコンパクト収束するが、一様収束ではない。

- {\displaystyle X=(0,1],\,Y=\mathbb {R} } とし、{\displaystyle f_{n}(x)=x^{n}} とすれば、{\displaystyle f_{n}} は {\displaystyle (0,1)} 上 で0の値を， {\displaystyle \{1\}}上で 1の値を取る関数に各点収束するが、コンパクト収束しない。

- コンパクト収束を示す非常に強力な道具はアスコリ・アルツェラの定理である。この定理にはいくつかのバージョンがあるが、おおまかに言えば、同程度連続かつ一様有界な写像の列は連続写像にコンパクト収束する部分列を持つ、というものである。

## 性質
- 一様に {\displaystyle f_{n}\to f} であれば、コンパクトに {\displaystyle f_{n}\to f} である。
- {\displaystyle (X,{\mathcal {T}})} がコンパクト空間でコンパクトに {\displaystyle f_{n}\to f} であれば、一様に {\displaystyle f_{n}\to f} である。
- {\displaystyle (X,{\mathcal {T}})} が局所コンパクトであれば、コンパクトに {\displaystyle f_{n}\to f} であることと局所一様に {\displaystyle f_{n}\to f} であることは同値である。
- {\displaystyle (X,{\mathcal {T}})} がコンパクト生成空間（英語版）であり、コンパクトに {\displaystyle f_{n}\to f} であり、各 {\displaystyle f_{n}} が連続であれば、{\displaystyle f} は連続である。